# 北部九州
北部九州（）は、九州のうち北部に位置する地域の呼称である。
古くは北九州（）と呼ばれていたが、この語は福岡県北部の北九州工業地帯周辺地域を指す用語としても使われており、1963年（昭和38年）に同地域の自治体の新設合併で北九州市が誕生し政令指定都市に指定されて以降は、混同を避けるために「北部九州」と呼ばれることが多くなった。
近年では「九州北部・九州南部」の呼称が定着しつつある。

## 北部九州の地域区分

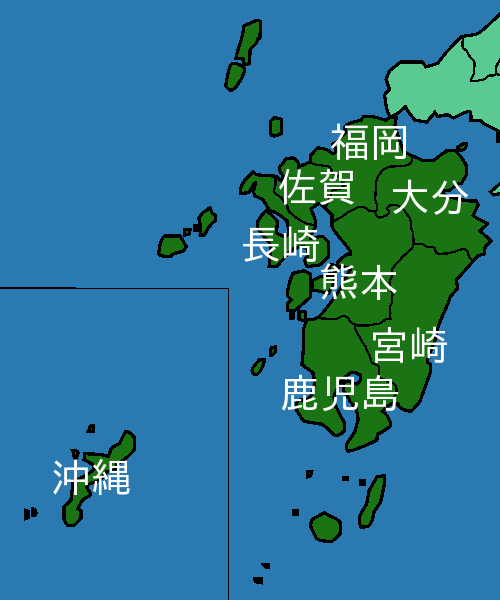
北部九州（5県の場合）

九州を南北に分割する区分はしばしば用いられ、二分する場合は北九州（北部九州、九州北部）と南九州（南部九州、九州南部）、三分する場合はこれに中九州（中部九州、九州中部）が加わる。
一般的には、二分する場合は福岡県・佐賀県・長崎県・熊本県・大分県の5県を、三分する場合は福岡県・佐賀県・長崎県の3県を指すが、前者に関しては官公庁の業務管轄および民間企業の業務所掌エリアによっても大きく違ってくるため、必ずしもこの通りになるとは限らない（後述）。

### その他の範囲
- 地方制度調査会による「道州制のあり方に関する答申」の13道州案[1] や国土交通省による日本の14地域区分[2] では、熊本県を除いた4県で北九州としている[注釈 3]。
- 天気予報の気象区分では中国地方に該当する山口県を含む。
- 行政管轄区域および民間企業の業務担当エリアでは、福岡県、佐賀県、長崎県で1つの管轄区域とし、熊本県や大分県は宮崎県、鹿児島県と同じ管轄区域（官公庁の適用例:九州財務局、熊本国税局）とされている場合や、福岡県、佐賀県、長崎県、大分県で1つの管轄区域とし、熊本県のみ宮崎県・鹿児島県と同じ管轄区域（官公庁の適用例:第十管区海上保安本部、陸上自衛隊第8師団など）とされている場合がある。
- 地質学などにおいては臼杵 - 八代構造線（中央構造線）より北側の領域を指す。この場合は、熊本県のうち県南地域の人吉市や水俣市およびその周辺の郡部ならびに大分県の佐伯市や豊後大野市などは含まれない。
- 考古学などにおいては九州の南北で文化的な違いがみられる場合にその北側の領域を指す場合に用いられる。

なお、熊本県や大分県だけでなく、福岡県大牟田市や長崎県島原半島についても中九州と呼んだり、佐賀県・長崎県を西九州、福岡県北九州地方の瀬戸内海沿岸地域や大分県を宮崎県などとともに東九州と呼んだりすることも多い。
また、在福（福岡）の民放テレビ局のうち、九州朝日放送（KBC）・RKB毎日放送（RKB）・福岡放送（FBS）・TVQ九州放送は、法律上の放送区域は福岡県域であるものの、実際の視聴可能エリアと取材エリアは福岡・佐賀の両県にまたがるため、地域ニュースを扱う時に「北部九州」或いは「九州北部地方」という言葉を使うことが多い。
SUNQパスでは福岡県・佐賀県・長崎県・熊本県・大分県の5県と山口県下関市を北部九州としている。

## 歴史

### 背景
古くからアジア大陸との窓口として盛えた地方で、特に中国や朝鮮半島からの文化を輸入する窓口となった。稲作が伝来した地とも言われ、金印、吉野ヶ里遺跡、大宰府、鴻臚館（）や元寇防塁跡など、大陸と日本の接点を示す遺跡が多い。邪馬台国の所在地も、北部九州説と畿内説の二説が存在し、未だ決着が着いていない。
黒田氏のお膝元だった福岡（博多）は、鴻臚館（）の時代から安土桃山時代まで中国・朝鮮との貿易港として栄えた都市で、今でも九州第一の都市となっている。また、安士桃山時代以降は、長崎が西洋・中国文化を取り込む港町として九州をリードした。

### 古代
ヤマト王権誕生以前の時代においては、大和（近畿）、出雲（山陰）と並ぶ有力な地域であった。磐井などの豪族や、伊都国（糸島市付近）や末盧国（唐津市付近）などの小国家が存在した。

### 律令時代
畿内政権は、北部九州を外交・防衛の中枢として位置付けた。その中枢都市が大宰府（太宰府市）であり、外港として博多（福岡市）が機能した。大宰府は「遠の朝廷」（とおのみかど）とも呼ばれ、外港たる博多には迎賓館に当たる「鴻臚館（）」が置かれ、大宰府は南日本第一の都市となった。

### 室町時代
大内氏が山口を本拠地として、周防国から豊前・筑前までを統治下に置いた。

### 戦国時代から江戸時代まで
長崎や平戸、府内（大分市）をはじめとして、南蛮貿易やキリスト教布教の地盤となった。又、商人の自治都市が造られるようになり、その中で博多は商人町となって九州の要衝となり、バテレン追放令の舞台ともなった。

### 江戸時代
鎖国体制下で、長崎が本土では唯一 の貿易港として盛えた。主な藩や天領としては、黒田氏の福岡藩、小笠原氏の小倉藩、鍋島氏の佐賀藩、細川氏の熊本藩、日田天領などが置かれた。

### 明治時代以後
明治時代になると、北部九州や山陽地方は経済や軍事の要衝となった。特に北九州・筑豊一帯には、筑豊炭田や八幡製鉄所などが立地し製鉄工業の中心地ともなった。また、有明海沿岸の三池炭鉱なども隆盛を極めた。この時代は、高度経済成長期まで続いた。

## 自然地理

### 気候
全体を通して見ると温暖・夏雨・（太平洋側としては）冬季寡照（）の気候である。
年間降水量の3分の1が梅雨の期間に集中し、また西側に陸地がなく暖湿流の供給源となる海が広がっているため、梅雨末期の集中豪雨に特に見舞われやすい地域である。線状降水帯が形成されやすい場所で大雨特別警報の発表も多く、特に福岡県筑後地方では2017-21年に5年連続で発表された。
本州のように最高気温が40℃以上になることはないが、真夏日や熱帯夜日数は本土でもトップクラスに多い。低緯度かつ中国大陸からの熱波（チベット高気圧）の影響を受けやすいため、暑い期間が本州の猛暑地帯と比べても長く、都市化の影響を受けない地域でも夜の気温が下がりにくいのが特徴である。熊本市、日田市などの内陸部は猛暑日も全国でも特に多い地域で、最高気温は南九州よりも高くなる日が多い。また、冷夏となることもほとんどなく安定して暑い。また、晩夏から秋にかけては南九州ほどではないが台風の影響を受けやすい。
玄界灘沿岸の福岡県・佐賀県の北部は日本海側に位置し、山陰・北陸地方よりは降雪日数は少ないが、冬季は北西からの季節風の影響を受けやすいため曇りの日が多く、雪が降ることもある。福岡市の降雪日数は約17日（1971年（昭和46年） - 2000年（平成12年）の平年値）。ただ、積雪は英彦山などが属する筑紫山地のような山地では見られるものの、平野部や都市部では多くはない。
瀬戸内側である福岡県北九州地方から大分県北・中部にかけての地域は瀬戸内海気候に属し、温暖で梅雨や台風を除いて降水量は少なく、日本海側とは対照的に晴天が多い気候である。また、長崎県・佐賀県南部から福岡県筑後地方、熊本県にかけての有明海沿岸地域も似たような気候傾向がある。
- 山：雲仙岳、阿蘇山、久住山、脊振山、英彦山、宗像四塚、犬鳴山、高崎山、九千部山、五家原岳、多良岳
- 川：筑後川、遠賀川、那珂川、嘉瀬川、松浦川、本明川、山国川、菊池川
- 平野：筑紫平野（筑後平野・佐賀平野）、菊池平野、中津平野
- 島：筑前大島、能古島、壱岐島、対馬、平戸島、五島列島、天草諸島

## 経済
太平洋ベルトの西端に当たる。洞海湾から周防灘にかけての地域には北九州工業地帯が形成されており、ここは日本の工業地帯の先駆けとなった地域でもある。自動車工業や造船業が盛ん。

## 交通
交通拠点としては、北九州・下関が本州と九州の接点として、鳥栖が九州の東西軸（長崎・佐世保と大分）と南北軸（福岡と熊本・鹿児島・宮崎）が交差する十字路として機能している。

### 鉄道
山陽新幹線（東海道山陽新幹線系統も）が博多駅を終点とする。また、2011年（平成23年）3月12日に全通した九州新幹線は、博多駅を起点、鹿児島中央駅を終点とする。

#### 主な鉄道路線
西日本旅客鉄道（JR西日本）
- 山陽新幹線

九州旅客鉄道（JR九州）
- 九州新幹線
- 鹿児島本線
- 日豊本線
- 筑豊本線
- 長崎本線
- 佐世保線
- 久大本線
- 豊肥本線

西日本鉄道（西鉄）
- 天神大牟田線
- 太宰府線
- 甘木線
- 貝塚線

松浦鉄道
- 西九州線

平成筑豊鉄道
- 伊田線
- 糸田線
- 田川線

### 主な道路
- 九州自動車道
- 長崎自動車道
- 大分自動車道
- 西九州自動車道
- 東九州自動車道
- 国道3号
- 国道10号
- 国道34号
- 国道35号
- 国道57号
- 国道200号
- 国道201号
- 国道202号
- 国道203号
- 国道204号
- 国道207号
- 国道208号
- 国道210号
- 国道263号
- 国道264号
- 国道385号
- 国道386号
- 国道387号
- 国道442号
- 国道443号
- 国道444号

### 主な空港
- 福岡空港
- 北九州空港
- 佐賀空港
- 長崎空港
- 熊本空港
- 大分空港
- 壱岐空港
- 対馬空港